# Jack Gilbert Graham
John « Jack » Gilbert Graham né le 23 janvier 1932 et mort le 11 janvier 1957 est un matricide et un tueur de masse américain. Il a tué 44 personnes en cachant une bombe à la dynamite dans la valise de sa mère, valise qui a ensuite été chargée à bord du vol United Airlines 629. Il espérait toucher une assurance vie de 37 500 $ (équivalant à 360 000 $ en 2020), assurance qu'il avait contractée à l'aéroport le 1er novembre 1955, juste avant le départ de l'avion.
Il est exécuté le 11 janvier 1957 à 20 heures 8, dans une chambre à gaz dans l'établissement correctionnel territorial du Colorado, qui était alors le pénitencier d'État du Colorado.